# Sericoides lineolata
Sericoides lineolata är en skalbaggsart som beskrevs av Germain 1863. Sericoides lineolata ingår i släktet Sericoides och familjen Melolonthidae. Inga underarter finns listade i Catalogue of Life.